# Família Costa Doria

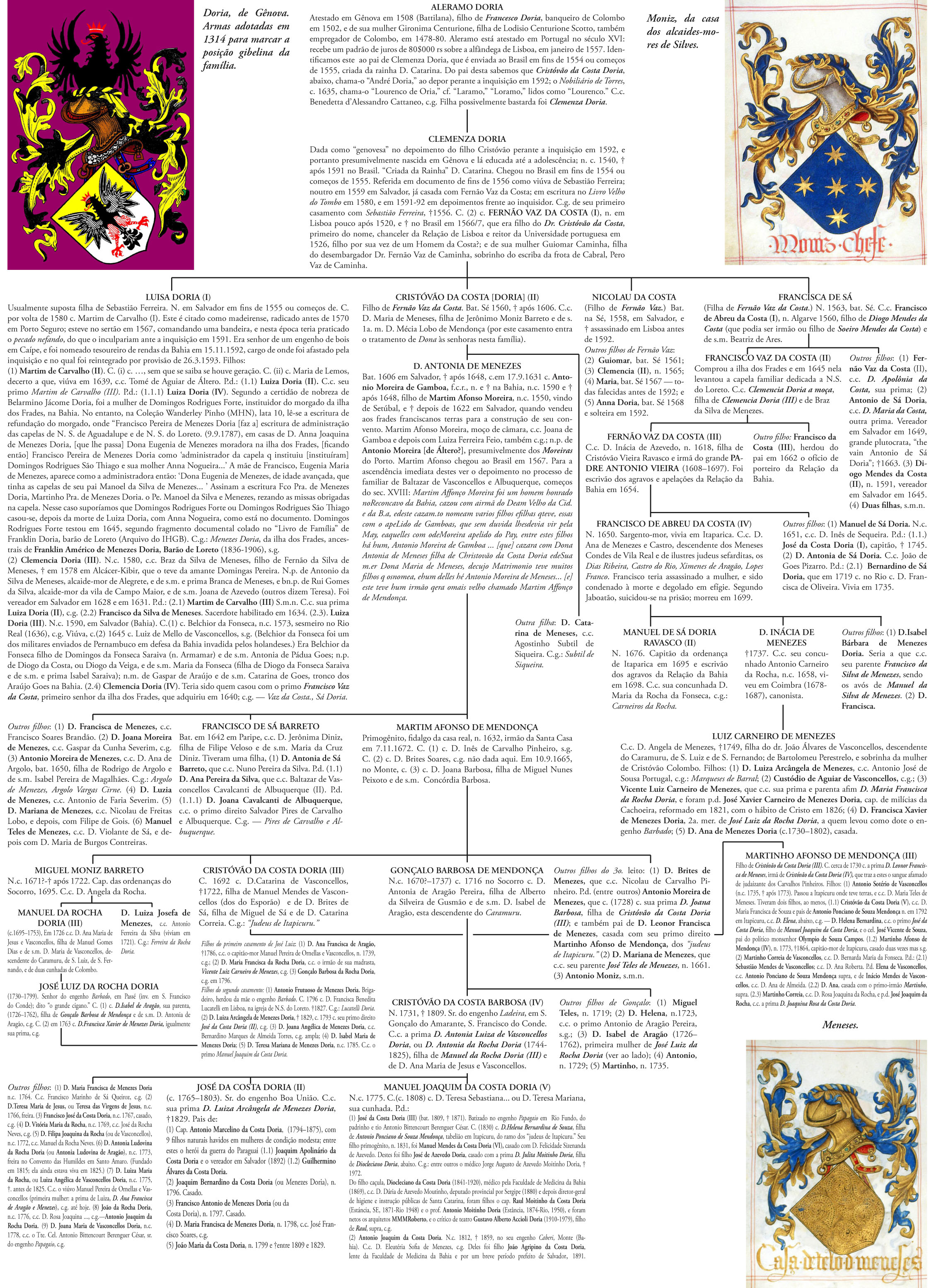
Genealogia da família Costa Doria, do século XVI ao século XX.

Costa Doria é uma família brasileira do período colonial, que estabeleceu-se inicialmente na Bahia.
Alguns de seus membros se uniram a famílias tradicionais do Nordeste açucareiro, como os Accioli de Vasconcellos de Pernambuco.

## Origens
A família  Costa Doria  origina-se do casamento entre Fernão Vaz da Costa, fidalgo português, filho de Cristóvão da Costa, autoridade máxima judicial em Portugal a seu tempo, e Clemenza Doria, genovesa enviada ao Brasil para lá se radicar.
Fernão Vaz da Costa chegou ao Brasil em 1549, comandando uma das naus da armada que levou à colônia o seu primeiro governador geral, Tomé de Sousa. Clemenza Doria foi enviada ao Brasil em fins de 1554 ou começos de 1555, para se casar. Em Salvador, casou-se com Sebastião Ferreira, um dos vereadores locais. Falecendo este em meados de 1556 no naufrágio em que pereceu o bispo D. Pero Fernandes Sardinha, Clemenza Doria casa-se logo em seguida, em 1556 ou 1557, com Fernão Vaz. Este faleceu em c. 1567, talvez num naufrágio ou em conflito com os índios da região do Recôncavo baiano.
Dos seus vários filhos, deixaram descendência o secundogênito,  Cristóvão da Costa (ou Cristóvão da Costa Doria), nascido em 1560 e  tronco do ramo Moreira da Costa Doria, e sua filha, Francisca de Sá, nascida em 1563 e casada com o algarvio Francisco de Abreu da Costa. De Francisca de Sá descendem os ramos Vaz da Costa e Sá Doria.

## Vaz da Costa e Sá Doria
O personagem mais importante deste ramo é Antonio de Sá Doria, nascido em c. 1590 e morto no início de 1663. Riquíssimo, talvez o mais rico dos moradores de Salvador a seu tempo, teve engenhos em Itaparica, um deles com 40 escravos. Morrendo sem herdeiros legítimos, deixou seus bens para a Misericórdia local.
Seu sobrinho, Fernão Vaz da Costa, terceiro do nome, casa-se em 1648 com a irmã do padre Antonio Vieira, D. Inácia de Azevedo, e recebe, no casamento, como dote, o ofício do sogro, Cristóvão Vieira Ravasco, tornando-se escrivão dos agravos e apelações cíveis da Bahia. Seus descendentes são os únicos parentes conhecidos, hoje, de Vieira.

### Uma tragédia semilendária
Por volta de 1650 nasce-lhes o filho primogênito, Francisco de Abreu da Costa, quarto do nome, sargento-mor, senhor de engenhos em Itaparica. Casa-se com D. Ana de Meneses e Castro, de uma família que mesclava origens na alta nobreza com o sangue de cristãos novos abastados. Segundo o cronista Frei Jaboatão, mas sem evidência documental, teria assassinado a mulher, e, condenado a ser degolado, matou-se na prisão  em 1699, sendo executado em efígie, isto é, dele fizeram uma estátua e cortaram a garganta da estátua, para que se cumprisse a sentença.
A sua descendência está na família Carneiro da Rocha, de comerciantes e juristas.

## Moreira da Costa Doria
Cristóvão da Costa Doria, nascido em 1560 e falecido depois de 1606, casa-se com D. Maria de Meneses, da família Moniz Barreto de Meneses. De sua filha primogênita, D. Antonia de Meneses, nascida em 1606, vem a família Costa Doria de hoje. Casa-se Antonia de Meneses, c. 1630, com Antonio Moreira de Gamboa, filho de Martim Afonso Moreira, um dos primeiros povoadores de Salvador, onde chegou em 1567 e onde foi o proprietário original das terras hoje pertencentes às igrejas franciscanas no centro histórico da capital baiana.
A primeira geração dessa gente mostra-os como proprietários abastados, que participam da vida cívica da cidade do Salvador. O primogênito, nascido em 1632, é Martim Afonso de Mendonça, fidalgo da casa real, irmão da Misericórdia (1672) e senhor de engenhos no  (atual distrito de Mataripe, no município de São Francisco do Conde), ao fundo do Recôncavo. Dois irmãos foram vereadores em Salvador: Antonio Moreira de Meneses e Manuel Teles de Meneses.

### O assassinato do alcaide-mor Francisco Teles de Meneses
Em 1682, Antonio de Brito de Castro assassina o alcaide-mor de Salvador, Francisco Teles de Menezes, correligionário do governador Alexandre de Sousa de Menezes, dito Braço de Prata. Os Moreira da Costa Doria tomam o partido do governador, enquanto que os Vaz da Costa e Sá Doria, aparentados a Vieira, associam-se ao partido de Brito de Castro, assim se opondo em duas facções políticas os dois ramos da família.

### Século XVIII
No século XVIII a família sofre um declínio. O primogênito do terceiro casamento de Martim Afonso de Mendonça, Cristóvão da Costa Doria, terceiro do nome Cristóvão, fixa-se em Itapicuru (BA), onde deixa descendência. O caçula, Gonçalo Barbosa de Mendonça, capitão de milícias e proprietário no Socorro, tem por filho a Cristóvão da Costa Barbosa, quarto do nome Cristóvão nessa linha, que se casa com uma prima, D. Antonia Luiza de Vasconcellos Doria. Dois de seus filhos, José da Costa Doria e Manuel Joaquim da Costa Doria revivem o sobrenome original da família e casam-se com duas primas, descendentes da linha Vaz da Costa e aparentadas a Antonio Vieira. Destes provêm os Costa Doria de hoje.

## Membros da família: séculos XIX, XX e presente
Foram os seguintes os membros de destaque da família Costa Doria a partir do século XIX:
- Antonio Moitinho Doria, n. Estância, SE, em 1874 e † no Rio em 1950. Filho de Diocleciano da Costa Doria, formou-se em direito no Rio em 1894. Membro do Instituto dos Advogados do Brasil, um dos fundadores da Ordem dos Advogados do Brasil, foi quem organizou, para o Brasil, o Código Brasileiro do Ar, primeiro marco regulador do transporte aéreo no país.
- Diocleciano da Costa Doria (1841-1920), n. Itapicuru (BA), filho de José da Costa Doria e de sua mulher e prima Helena Mendes de Vasconcelos, e neto de Manuel Joaquim da Costa Doria e da prima Teresa Sebastiana Doria. Formou-se em medicina pela Faculdade de Medicina da Bahia. Foi deputado provincial pelos liberais em Sergipe (1879), diretor-geral de saúde e higiene públicas (Santa Catarina, 1880) e, em seguida, radicou-se no Rio, onde praticou como médico e onde faleceu.
- Ernesto da Luz Pinto Doria, (1930-2017), advogado, juiz do trabalho, tendo chegado aos tribunais superiores. Filho de Renato da Costa Doria e de Sarita da Luz Pinto; neto de Alfredo da Costa Doria, bisneto de Olavo da Costa Doria, que era, por sua vez, neto de Manuel Joaquim da Costa Doria. Em 2007, a Operação Furacão levou às manchetes quatro juízes acusados de vender sentenças e beneficiar bicheiros cariocas, sendo um deles justamente o Dr. Ernesto Doria.
- Gustavo Alberto Accioli Doria (1910-1979), n. e m. no Rio de Janeiro, jornalista e teatrólogo. Filho de Raul Moitinho da Costa Doria e de Inesilla Accioli de Vasconcellos, e neto de Diocleciano da Costa Doria e de Dária Moutinho. Foi um dos iniciadores do teatro brasileiro do século XX. Crítico de teatro de O Globo, de 1948 a 1959, escreveu Moderno Teatro Brasileiro: Crônica de suas Raízes (Rio de Janeiro, 1975).
- João Agripino da Costa Doria (1854-1902), n. e m. em Salvador. Filho de Antonio Joaquim da Costa Doria e de Eleutéria Sofia de Menezes, senhores de engenho, e neto de Manuel Joaquim da Costa Doria, formou-se em medicina na Faculdade de Medicina da Bahia, onde foi professor catedrático de patologia cirúrgica em 1898. Foi, de 1891 a 1895, vereador em Salvador, chegando a exercer brevemente, no período, a prefeitura da capital.
- João Agripino da Costa Doria Neto (1919-2000), n. em Salvador, publicitário, foi deputado federal pelo PDC de 1962 a 1964, quando teve os direitos políticos cassados  pelo regime  militar. Exilado na Europa, obteve o grau de PhD em psicologia pela Universidade de Sussex. Foi um dos pioneiros da propaganda brasileira, junto com Cícero Leuenroth, e fundou a Doria Associados e Propaganda.
- João Doria (João Agripino da Costa Doria Junior), n. em 1957 em São Paulo, publicitário e empresário, secretário de Turismo da Prefeitura de São Paulo entre 1982 e 1984, durante a gestão de Mário Covas[2], presidiu a Embratur no governo José Sarney, prefeito de São Paulo entre 2016 e 2018, eleito governador do estado de São Paulo em 2018.
- Jorge Moitinho Doria (Jorge Augusto de Azevedo Moitinho Doria), filho dos primos José de Azevedo Doria e Julita Moitinho Doria, esta irmã de Antonio Moitinho Doria, n. em 1900 no Rio de Janeiro e lá também  falecido em 1971. Médico formado pela Faculdade de Medicina do Rio, membro da Academia Nacional de Medicina e diretor da Fábrica Bangu.
- José Carlos Aleluia, n. 1947, engenheiro, deputado federal pelo PFL (depois DEM), filho do coronel Nivaldo José da Costa, é  tetraneto de José da Costa Doria e de Helena Mendes de Vasconcellos, citados acima.
- Leonel Silva (da Costa Doria) (Cachoeira, Bahia, 1916 - São Paulo, 2013) foi advogado, pastor e comendador por São Paulo.
- MMM Roberto,  Marcelo, Milton e Maurício Roberto Doria Baptista, filhos de Roberto Otto Baptista e de Turíbia Moitinho Doria, foram arquitetos que participaram do movimento modernista na arquitetura no Brasil.